# Kuramita
La kuramita és un mineral de la classe dels sulfurs, que pertany al grup de l'estannita. Rep el nom de les muntanyes Kuramin (Uzbekistan) on es troba la seva localitat tipus.

## Característiques
La kuramita és una sulfosal de fórmula química Cu₃SnS₄. Cristal·litza en el sistema tetragonal. La seva duresa a l'escala de Mohs és 5.
Segons la classificació de Nickel-Strunz, la kuramita pertany a «02.CB - Sulfurs metàl·lics, M:S = 1:1 (i similars), amb Zn, Fe, Cu, Ag, etc.» juntament amb els següents minerals: coloradoïta, hawleyita, metacinabri, polhemusita, sakuraiïta, esfalerita, stil·leïta, tiemannita, rudashevskyita, calcopirita, eskebornita, gal·lita, haycockita, lenaïta, mooihoekita, putoranita, roquesita, talnakhita, laforêtita, černýita, ferrokesterita, hocartita, idaïta, kesterita, mohita, pirquitasita, estannita, estannoidita, velikita, chatkalita, mawsonita, colusita, germanita, germanocolusita, nekrasovita, estibiocolusita, ovamboïta, maikainita, hemusita, kiddcreekita, polkovicita, renierita, vinciennita, morozeviczita, catamarcaïta, lautita, cadmoselita, greenockita, wurtzita, rambergita, buseckita, cubanita, isocubanita, picotpaulita, raguinita, argentopirita, sternbergita, sulvanita, vulcanita, empressita i muthmannita.

## Formació i jaciments
Va ser descoberta al dipòsit d'or, plata i tel·luri de Kochbulak, situat a la serralada Chatkal-Kuraminskii, a la localitat d'Angren (regió de Taixkent, Uzbekistan). També ha estat descrita a l'Argentina, els Estats Units, Hongria, Anglaterra, la República Democràtica del Congo i el Japó.